# Carl Franz Pitsch
Carl Franz Pitsch (Senftenberg, Brandenburg, 1789 - 1858), va ser un organista i compositor bohemi.
Començà els seus estudis als quatre anys, fent tan grans progressos que als vuit anys ja desenvolupà la plaça d'organista de Reichenbach. Després estudià l'harmonia amb Constantin Bach, i assistí a les classes de la Facultat de Filosofia de Praga, sent nomenat el 1832 organista de l'església de sant Nicolau de la capital txeca. Posteriorment fou nomenat professor del Conservatori de Praga i director de l'Escola d'orgue de Praga. En aquest càrrec tingué entre els seus alumnes a Josef Leopold Zvonař (1824-1865).
Entre les seves composicions figuren:
- Fugues i Preludis, per a orgue;
- un Himne, per a dos cors, a 4 veus cadascun, amb acompanyament d'orgue;
- una Missa.